# Надршина Фануза Аїтбаївна
Фануза Аїтбаївна Надршина (башк. Фәнүзә Айытбай ҡыҙы Нәҙершина; нар. 7 лютого 1936) — башкирський вчений-фольклорист, доктор філологічних наук. Лауреат Державної премії імені Салавата Юлаєва (1987). Кавалер ордена Салавата Юлаєва (2007). Заслужений діяч науки Республіки Башкортостан (2000). Почесний член АН Республіки Башкортостан (2016).

## Біографія
Надршина Фануза Аїтбаївна народилася 7 лютого 1936 року в селі Старо-Мурадимово Аургазинського району Башкирської АРСР.
У 1959 році закінчила Стерлітамакський державний педагогічний інститут.
У 1954—1959 рр. була завідувачем відділення Аургазинського районного комітету ВЛКСМ, викладала російську мову і літературу, була директором школи с. Толбази.
У 1962—1973 рр. працює Інституті історії, мови і літератури Башкирського філії АН СРСР на посаді молодшого наукового співробітника, а з 1973 року — старшого наукового співробітника. Нині є головним співробітником відділу фольклористики ИИЯЛ УНЦ РАН.

## Наукова діяльність
Фануза Надршина є автором понад 200 наукових робіт, у тому числі 30 книг, енциклопедій «Салават Юлаєв», фундаментальних праць «Історія Башкортостану з найдавніших часів до 60-х років XIX ст.» (1996), «Історія башкирського народу» (2010).
Брала участь у підготовці багатотомного зводу «Башкирська народна творчість» («Башҡорт халик ижады»), за який, спільно з А. В. Харісовим, Н. Т. Заріповим, Л. Г. Бараг, М. М. Сагітовим і А. М. Сулеймановим, у 1987 році удостоєна Державної премії імені Салавата Юлаєва.